# Viceré della Nuova Spagna
Di seguito è riportato un elenco dei viceré della Nuova Spagna.
Oltre ai viceré, di seguito sono elencati i più alti governatori spagnoli della colonia della Nuova Spagna, prima della nomina del primo viceré o quando l'ufficio del viceré era vacante. La maggior parte di questi individui ha esercitato la maggior parte o tutte le funzioni del viceré, di solito a interim.

## Governatore delle Indie occidentali
Questo ufficio copriva i territori che furono scoperti da Cristoforo Colombo.
- 1492-1499 - Cristoforo Colombo, come governatore e viceré delle Indie occidentali
- 1499–1502 - Francisco de Bobadilla, come governatore delle Indie occidentali
- 1502–1509 - Nicolás de Ovando y Cáceres, come governatore delle Indie occidentali
- 1509-1518 - Diego Colombo, come governatore delle Indie occidentali fino al 1511, in seguito come viceré delle Indie occidentali
- 1518-1524 - Diego Velázquez de Cuéllar, come adelantado (governatore generale) di Cuba

## Governatore della Nuova Spagna
Questo ufficio copriva i territori rivendicati da Hernán Cortés. L'ufficio copriva i territori che erano sotto il controllo del Governatore delle Indie dopo il 1524.
- 13 agosto 1521 - 24 dicembre 1521 Hernán Cortés
- 24 dicembre 1521-30 dicembre 1521 Cristóbal de Tapia
- 30 dicembre 1521 - 12 ottobre 1524 Hernán Cortés, governatore e capitano generale dal 15 ottobre 1522
- 12 ottobre 1524 - 29 dicembre 1524 Alonso de Estrada, Rodrigo de Albornoz, Alonso de Zuazo
- 29 dicembre 1524-17 febbraio 1525 Gonzalo de Salazar, Pedro Almíndez Chirino, Alonso de Zuazo
- 17 febbraio 1525-20 aprile 1525 Gonzalo de Salazar, Pedro Almíndez Chirino, Alonso de Estrada, Rodrigo de Albornoz, Alonso de Zuazo
- 20 aprile 1525-23 maggio 1525 Gonzalo de Salazar, Pedro Almíndez Chirino, Alonso de Zuazo
- 24 maggio 1525 - 28 gennaio 1526 Gonzalo de Salazar, Pedro Almíndez Chirino
- 29 gennaio 1526 - 24 giugno 1526 Alonso de Estrada, Rodrigo de Albornoz
- 25 giugno 1526 - 3 luglio 1526 Hernán Cortés
- 4 luglio 1526 - 16 luglio 1526 Luis Ponce de León
- 16 luglio 1526 - 1 marzo 1527 Marcos de Aguilar
- 2 marzo 1527 - 22 agosto 1527 Alonso de Estrada, Gonzalo de Sandoval, Luis de la Torre
- 22 agosto 1527 - 8 dicembre 1528 Alonso de Estrada, Luis de la Torre
- 9 dicembre 1528-21 dicembre 1529 Nuño Beltrán de Guzmán, Juan Ortiz de Matienzo, Diego Delgadillo
- 21 dicembre 1529-9 gennaio 1531 Juan Ortiz de Matienzo, Diego Delgadillo
- 10 gennaio 1531-16 aprile 1535 Sebastián Ramírez de Fuenleal, Vasco de Quiroga, Juan de Salmerón, Alonso de Maldonado, Francisco Ceinos

## Viceré della Nuova Spagna (1535–1821)
| Viceré                                             | Viceré                  | Inizio del mandato | Termine del mandato | Re di Spagna             | Ordine |
| -------------------------------------------------- | ----------------------- | ------------------ | ------------------- | ------------------------ | ------ |
| Antonio de Mendoza                                 |                         | 14 novembre 1535   | 25 novembre 1550    | Carlo I di Spagna        | 1      |
| Luis de Velasco                                    |                         | 25 novembre 1550   | 31 luglio 1566      | Carlo I di Spagna        | 2      |
| Gastón de Peralta                                  |                         | 19 ottobre 1566    | 14 aprile 1568      | Filippo II di Spagna     | 3      |
| Martín Enríquez de Almansa                         |                         | 5 novembre 1568    | 4 ottobre 1580      | Filippo II di Spagna     | 4      |
| Lorenzo Suárez de Mendoza                          |                         | 4 ottobre 1580     | 19 giugno 1583      | Filippo II di Spagna     | 5      |
| Pedro Moya de Contreras                            |                         | 25 settembre 1584  | 17 novembre 1585    | Filippo II di Spagna     | 6      |
| Álvaro Manrique de Zúñiga                          |                         | 18 novembre 1585   | 25 gennaio 1590     | Filippo II di Spagna     | 7      |
| Luis de Velasco                                    |                         | 25 gennaio 1590    | 5 novembre 1595     | Filippo II di Spagna     | 8      |
| Gaspar de Zúñiga y Acevedo                         |                         | 5 novembre 1595    | 26 ottobre 1603     | Filippo II di Spagna     | 9      |
| Juan de Mendoza y Luna                             |                         | 26 ottobre 1603    | 2 luglio 1607       | Filippo III di Spagna    | 10     |
| Luis de Velasco                                    |                         | 2 luglio 1607      | 17 giugno 1611      | Filippo III di Spagna    | 11     |
| García Guerra                                      |                         | 17 giugno 1611     | 22 febbraio 1612    | Filippo III di Spagna    | 12     |
| Diego Fernández de Córdoba                         |                         | 18 ottobre 1612    | 14 marzo 1621       | Filippo III di Spagna    | 13     |
| Diego Carrillo de Mendoza y Pimentel               |                         | 8 aprile 1622      | 15 gennaio 1624     | Filippo IV di Spagna     | 14     |
| Rodrigo Pacheco y Osorio                           |                         | 3 novembre 1624    | 26 settembre 1635   | Filippo IV di Spagna     | 15     |
| Lope Díez de Armendáriz                            |                         | 26 settembre 1635  | 28 agosto 1640      | Filippo IV di Spagna     | 16     |
| Diego López Pacheco Cabrera y Bobadilla            |                         | 28 agosto 1640     | 9 giugno 1642       | Filippo IV di Spagna     | 17     |
| Juan de Palafox y Mendoza                          |                         | 10 giugno          | 23 novembre 1642    | Filippo IV di Spagna     | 18     |
| García Sarmiento de Sotomayor                      |                         | 23 novembre 1642   | 13 maggio 1648      | Filippo IV di Spagna     | 19     |
| Marcos de Torres y Rueda                           |                         | 12 maggio 1648     | 22 aprile 1649      | Filippo IV di Spagna     | 20     |
| Luis Enríquez de Guzmán                            |                         | 28 giugno 1650     | 15 agosto 1653      | Filippo IV di Spagna     | 21     |
| Francisco Fernández de la Cueva                    |                         | 15 agosto 1653     | 16 settembre 1660   | Filippo IV di Spagna     | 22     |
| Juan de Leyva de la Cerda                          |                         | 16 settembre 1660  | 29 giugno 1664      | Filippo IV di Spagna     | 23     |
| Diego Osorio de Escobar y Llamas                   |                         | 29 giugno          | 15 ottobre 1664     | Filippo IV di Spagna     | 24     |
| Antonio Sebastián de Toledo Molina y Salazar       |                         | 15 ottobre 1664    | 20 novembre 1673    | Filippo IV di Spagna     | 25     |
| Pedro Nuño Colón de Portugal                       |                         | 20 novembre 1673   | 13 dicembre 1673    | Carlo II di Spagna       | 26     |
| Payo Enríquez de Rivera                            |                         | 13 dicembre 1673   | 7 novembre 1680     | Carlo II di Spagna       | 27     |
| Tomás de la Cerda                                  |                         | 7 novembre 1680    | 16 giugno 1686      | Carlo II di Spagna       | 28     |
| Melchor Portocarrero y Lasso de la Vega            |                         | 16 novembre 1686   | 20 novembre 1688    | Carlo II di Spagna       | 29     |
| Gaspar de la Cerda Sandoval Silva y Mendoza        |                         | 20 novembre 1688   | 27 febbraio 1696    | Carlo II di Spagna       | 30     |
| Juan Ortega y Montañés                             |                         | 27 febbraio 1696   | 18 dicembre 1696    | Carlo II di Spagna       | 31     |
| José Sarmiento y Valladares                        |                         | 18 dicembre 1696   | 3 novembre 1701     | Carlo II di Spagna       | 32     |
| Juan Ortega y Montañés                             |                         | 4 novembre 1701    | 27 novembre 1702    | Filippo V di Spagna      | 33     |
| Francisco Fernández de la Cueva                    |                         | 27 novembre 1702   | 13 novembre 1710    | Filippo V di Spagna      | 34     |
| Fernando de Alencastre Noroña y Silva              |                         | 13 novembre 1710   | 16 luglio 1716      | Filippo V di Spagna      | 35     |
| Baltasar de Zúñiga y Guzmán                        |                         | 16 luglio 1716     | 15 ottobre 1722     | Filippo V di Spagna      | 36     |
| Juan de Acuña y Bejarano                           |                         | 15 ottobre 1722    | 15 marzo 1734       | Filippo V di Spagna      | 37     |
| Juan Antonio de Vizarrón y Eguiarreta              |                         | 15 marzo 1734      | 17 agosto 1740      | Filippo V di Spagna      | 38     |
| Pedro de Castro y Figueroa                         |                         | 17 agosto 1740     | 22 agosto 1741      | Filippo V di Spagna      | 39     |
| Pedro Cebrián                                      |                         | 3 novembre 1742    | 9 luglio 1746       | Filippo V di Spagna      | 40     |
| Juan Francisco de Güemes y Horcasitas              |                         | 9 luglio 1746      | 9 novembre 1755     | Ferdinando VI di Spagna  | 41     |
| Agustín de Ahumada y Villalón                      |                         | 9 novembre 1755    | 5 febbraio 1760     | Ferdinando VI di Spagna  | 42     |
| Francisco Cajigal de la Vega                       |                         | 28 aprile 1760     | 5 ottobre 1760      | Carlo III di Spagna      | 43     |
| Joaquín de Montserrat                              |                         | 5 ottobre 1760     | 24 agosto 1766      | Carlo III di Spagna      | 44     |
| Carlos Francisco de Croix                          |                         | 24 agosto 1766     | 22 settembre 1771   | Carlo III di Spagna      | 45     |
| Antonio María de Bucareli y Ursúa                  |                         | 2 settembre 1771   | 9 aprile 1779       | Carlo III di Spagna      | 46     |
| Martín de Mayorga                                  |                         | 23 agosto 1779     | 28 aprile 1783      | Carlo III di Spagna      | 47     |
| Matías de Gálvez y Gallardo                        |                         | 28 aprile 1783     | 20 ottobre 1784     | Carlo III di Spagna      | 48     |
| Bernardo de Gálvez y Madrid                        |                         | 17 giugno 1785     | 30 novembre 1786    | Carlo III di Spagna      | 49     |
| Manuel Antonio Flórez                              |                         | 16 agosto 1787     | 16 ottobre 1789     | Carlo III di Spagna      | 50     |
| Juan Vicente de Güemes Padilla Horcasitas y Aguayo |                         | 16 ottobre 1789    | 11 luglio 1794      | Carlo IV di Spagna       | 51     |
| Miguel de la Grúa Talamanca                        |                         | 11 luglio 1794     | 31 maggio 1798      | Carlo IV di Spagna       | 52     |
| Miguel José de Azanza                              |                         | 31 maggio 1798     | 29 aprile 1800      | Carlo IV di Spagna       | 53     |
| Félix Berenguer de Marquina                        |                         | 29 aprile 1800     | gennaio 1803        | Carlo IV di Spagna       | 54     |
| José de Iturrigaray                                | José de Iturrigaray.jpg | gennaio 1803       | 15 settembre 1808   | Carlo IV di Spagna       | 55     |
| Pedro de Garibay                                   |                         | 16 settembre 1808  | 19 luglio 1809      | Ferdinando VII di Spagna | 56     |
| Francisco Javier de Lizana y Beaumont              |                         | 19 luglio 1809     | 8 maggio 1810       | Ferdinando VII di Spagna | 57     |
| Francisco Javier Venegas                           |                         | 14 settembre 1810  | 4 marzo 1813        | Ferdinando VII di Spagna | 58     |
| Félix María Calleja del Rey                        |                         | 4 marzo 1813       | 20 settembre 1816   | Ferdinando VII di Spagna | 59     |
| Juan Ruiz de Apodaca                               |                         | 20 settembre 1816  | 5 luglio 1821       | Ferdinando VII di Spagna | 60     |
| Francisco Novella Azabal Pérez y Sicardo           |                         | 5 luglio 1821      | 24 settembre 1821   | Ferdinando VII di Spagna | 61     |
| Juan O'Donojú                                      |                         | 24 settembre 1821  | 27 settembre 1821   | Ferdinando VII di Spagna | 62     |